# انارچینی
انار چینی یا جشن انار یکی از آئین‌های قدیمی است که در صبح آخرین جمعه مهرماه توسط مردم مناطق انارخیز برخی نقاط ایران برگزار می‌شود، این مراسم هم چنین با عنوان انارواچینی نیز شناخته می‌شود.

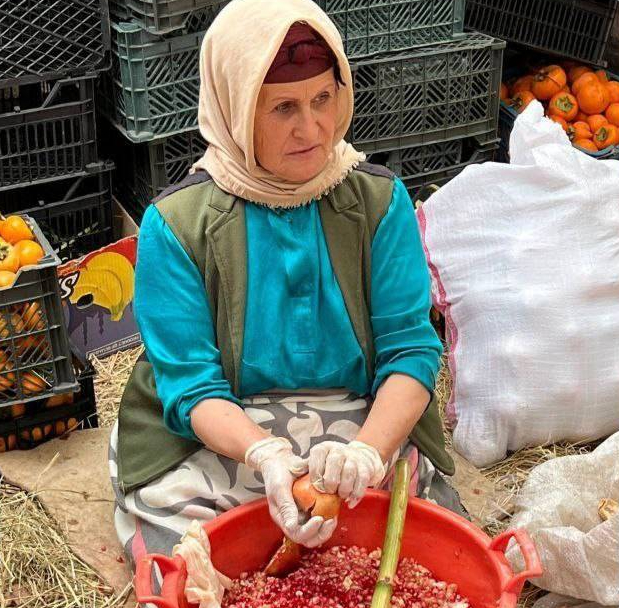
زن گیلانی در حال انار چینی

## زمان برگزاری
روستای تاریخی انبوه در شهرستان رودبار استان گیلان، روستای نوده در فاراب در نیمهٔ شرقی شهرستان رودبار، مکان‌هایی هستند که جشن انار همزمان با برداشت محصول درفصل پاییز، با حضور گردشگران برگزار می‌شود. اگر چه در استان‌های دیگر نیز کشت انار انجام می‌شود.
مردم معتقدند که قبل از اواسط شهریور تا اواخر مهر هیچ‌کس حق ورود به باغ‌های انار و برداشت محصول انار خود را ندارد. در صورتی که پیش از این روز انارچینی انجام شود، آن شخص در عرف مردم منطقه مورد غضب قرار گرفته و مورد مجازات متعارف قرار می‌گیرد.

## نحوه برگزاری
این جشن یکی از مهم‌ترین مراسم‌های محلی روستای انبوه است. آیین و مراسم برداشت انار به همراه نمایش‌های متنوعی برگزار می‌شود. پس از جمع شدن همهٔ اهالی منطقه و دعا و نیایش، مراسم با موسیقیهای سنتی مانند دایره، سرنا و دهل، بازی‌ها و مسابقات محلی، پخت نان و شیرینی محلی شروع می‌شود، زنان و دختران روستا لباس‌های زیبا و رنگارنگ محلی به تن کرده و همراه مردان مشغول چیدن انار از درختان می‌شوند سپس انارها به تمامی مردم توزیع می‌شود.
این کار طی مراسمی خاص در صبح آخرین جمعه ی مهرماه (یکی از روزهای ۲۰ الی ۳۰ مهرماه) با ندای «یا الله» پاکار کرپی (فردی که از جانب باغداران برای نگهبانی از باغات انار به مدت یک سال معرفی می‌شود) انجام می‌شود.
در این روز به هنگام برگزاری جشن، تمامی اهالی روستا حتی اشخاصی که از این روستا مهاجرت کرده‌اند برای کمک، چیدن انار و برگزاری این جشن به منطقه آمده و در کنار دیگران به شادی و برداشت محصول می‌پردازند. زنان و دختران روستا همراه مردان تا غروب همان روز مشغول چیدن انار از درختان می‌شوند. باغداران نیز در کنار برداشت میوهٔ باغ خود، مراحل آبیاری، درست کردن رب انار و دیگر فرآورده‌های این میوه را انجام می‌دهند.